# Kaiser-Friedrich-Denkmal (Wuppertal)

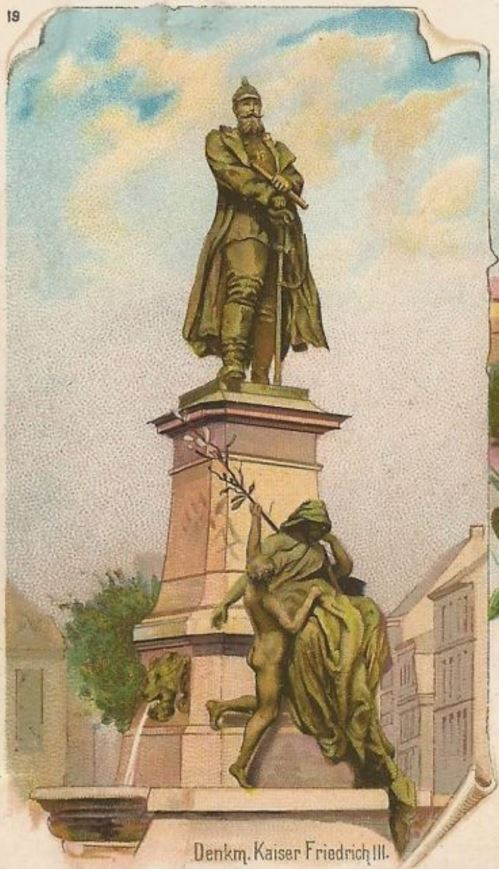
Kaiser-Friedrich-Denkmal in Elberfeld, Ausschnitt einer Ansichtskarte von 1898

Das Kaiser-Friedrich-Denkmal war ein Standbild zu Ehren von Kaiser Friedrich III., das von 1893 bis 1936 auf dem Elberfelder Neumarkt (heute Wuppertal) aufgestellt war. Es stand gegenüber dem Rathaus Elberfeld und zeigte neben dem Kaiser eine allegorische Frauenfigur der Trauer und einen Knaben, der dem Feldherrn einen Lorbeerzweig reicht.

## Geschichte
Unmittelbar nach dem Tod von Friedrich III. verabschiedete eine Bürgerversammlung in Elberfeld den Beschluss, dem „99-Tage-Kaiser“ ein Denkmal zu stiften. Das Komitee für das durch Spenden finanzierte Denkmal wurde von dem Reichstagsabgeordneten Reinhart Schmidt geleitet. Nach einem beschränkten Wettbewerb fiel die Entscheidung auf den Entwurf des Bildhauers Gustav Eberlein. Die Bronzefigur wurde am 18. Oktober 1893 eingeweiht, am gleichen Tag wie auch das Kaiser-Wilhelm-Denkmal auf dem Brausenwerther Platz am Döppersberg, das ebenfalls von Eberlein gefertigt worden war.
1901 erhielt das Kaiser-Friedrich-Denkmal eine neue Umfriedung. Auf einer Bronzetafel wurde ein Zitat des verstorbenen Kaisers genannt:

„Die Zeit in der wir Leben, verlangt Licht und Aufklärung.“

Im November 1936 wurde das Denkmal bei der Neugestaltung der Verkehrsflusses auf dem Neumarkt zugunsten eines Parkplatzes entfernt. 1939 sollte das Denkmal auf der Hardt gegenüber der dortigen Gärtnerei wieder aufgestellt werden, jedoch verhinderte vermutlich der Zweite Weltkrieg die Umsetzung des Plans. 1951/52 soll das Denkmal noch im Bauhof der Stadt Wuppertal an der Bayreuther Straße gelagert worden sein, allerdings verliert sich danach seine Spur.

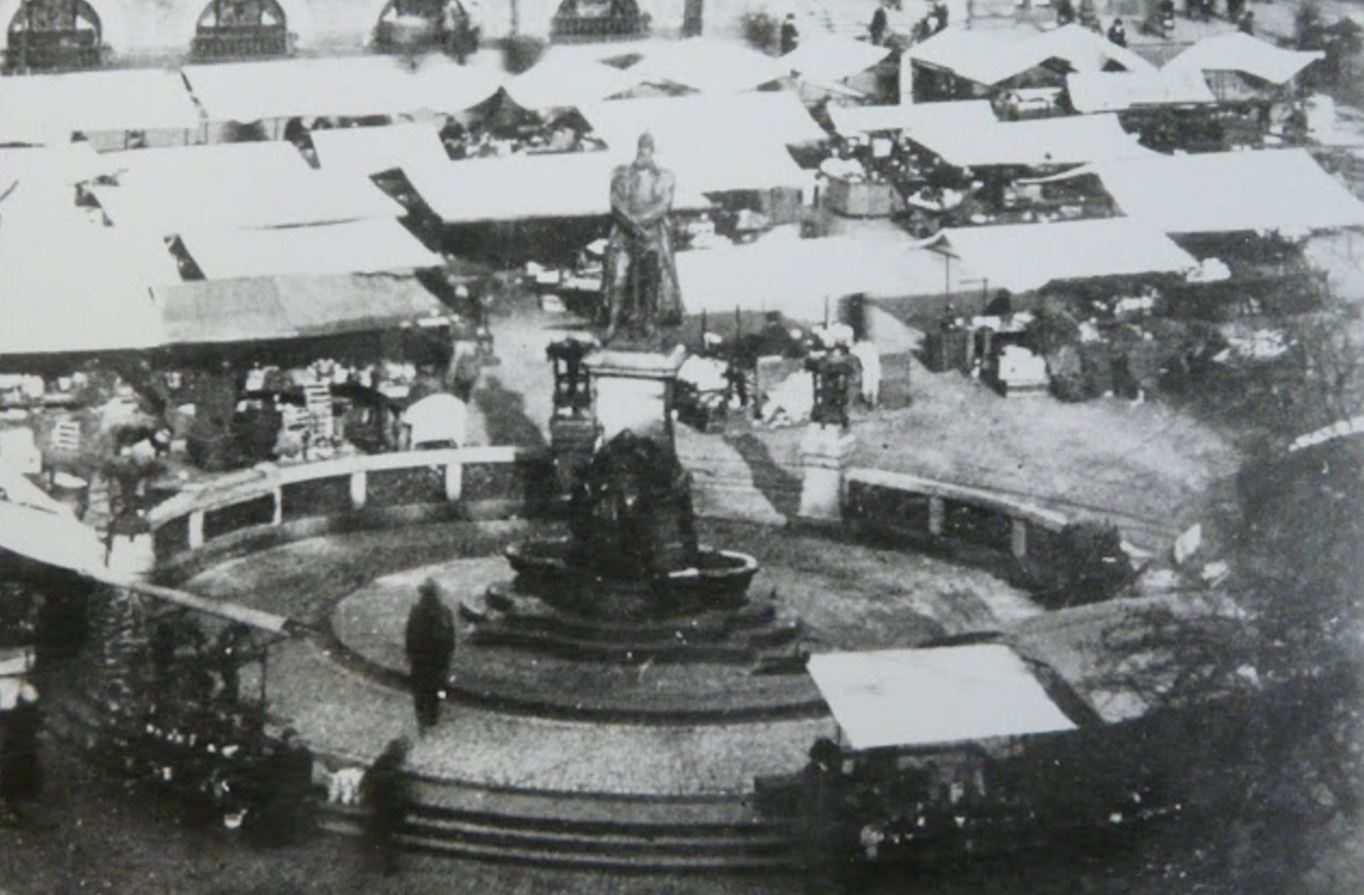
Kaiser-Friedrich-Denkmal, Blick von südlichem Standpunkt, zwischen 1901 und 1936
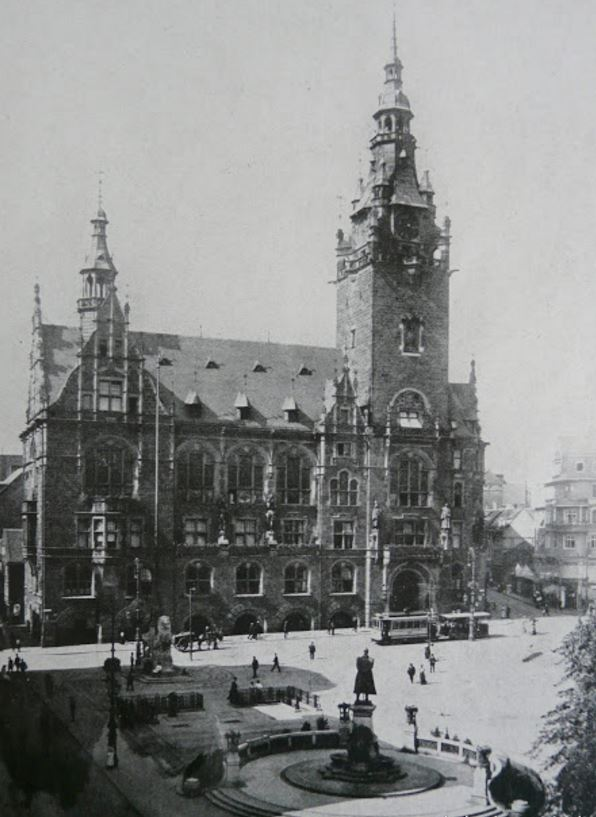
Kaiser-Friedrich-Denkmal, Blick von südlichem Standpunkt, im Hintergrund das Rathaus, um 1900
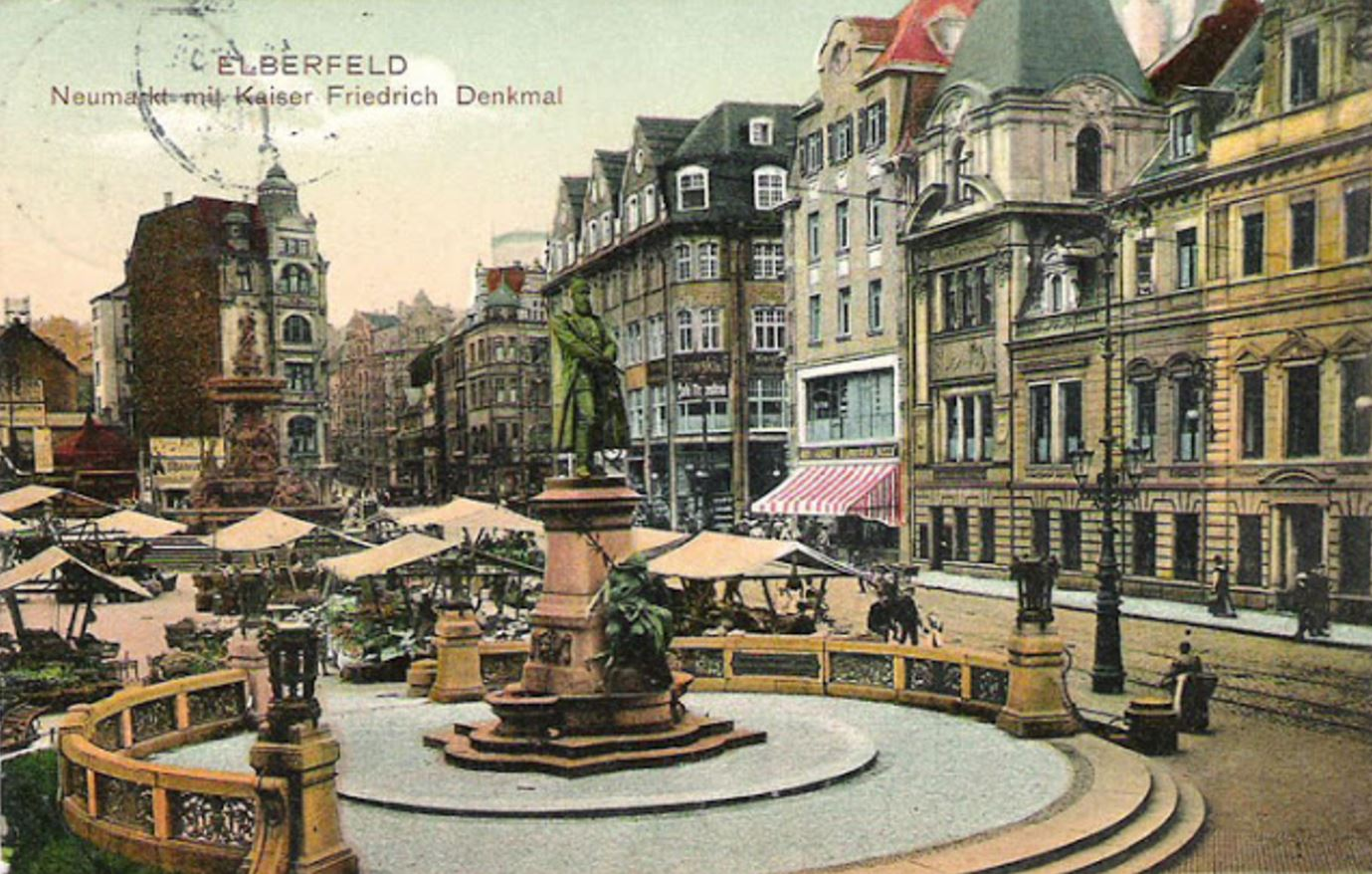
Kaiser-Friedrich-Denkmal, Blick von südwestlichem Standpunkt, im Hintergrund der 1901 errichtete Jubiläumsbrunnen